# Distretto di Chamwino
Il distretto di Chamwino è un distretto della Tanzania situato nella regione di Dodoma. È suddiviso in 36 circoscrizioni (wards) e conta una popolazione di 486 176 abitanti (censimento 2022).
Nel 2007 è confluito nel suo territorio l'ex distretto rurale di Dodoma.

## Suddivisione amministrativa
Il distretto è diviso nelle seguenti circoscrizioni (wards), tra parentesi gli abitanti:
1. Buigiri (13 853)
2. Chamwino (16 424)
3. Chiboli (6 849)
4. Chilonwa (9 993)
5. Chinugulu (11 125)
6. Dabalo (26 241)
7. Fufu (6 045)
8. Handali (12 809)
9. Haneti (19 635)
10. Huzi (12 619)
11. Idifu (11 977)
12. Igandu (8 778)
13. Ikombolinga (6 118)
14. Ikowa (8 143)
15. Iringa Mvumi (9 271)
16. Itiso (22 547)
17. Loje (7 916)
18. Majeleko (9 244)
19. Makang'wa (8 938)
20. Manchali (14 884)
21. Manda (19 144)
22. Manzase (16 874)
23. Membe (14 079)
24. Mlowa Barabarani (18 975)
25. Mlowa Bwawani (13 326)
26. Mpwayungu (19 282)
27. Msamalo (16 413)
28. Msanga (13 992)
29. Muungano (13 029)
30. Mvumi Makulu (8 618)
31. Mvumi Misheni (19 367)
32. Nghaheleze (11 341)
33. Nghambaku (10 501)
34. Nhinhi (9 507)
35. Segala (21 348)
36. Zajilwa (16 971)